# Chung cư Carl Peschel ở Bydgoszcz
Chung cư Carl Peschel là một tòa nhà cư trú lịch sử ở Bydgoszcz, Ba Lan. Nó được đăng ký trong Danh sách Di sản Kuyavian-Pomeranian Voivodeship.

## Vị trí
Tòa nhà nằm ở phía tây của phố Gdańska, tại N ° 101, giữa phố Świętojańska và Chocimska, đối diện phố Zamoyskiego.
Nó nằm gần các khu chung cư đáng chú ý trên cùng một con phố, trong số những khu vực khác:
- Chung cư tại phố Gdańska 91;
- Chung cư Hugo Hecht tại phố Gdańska N ° 92-94;
- Chung cư Carl Bradtke tại phố Gdańska N ° 93;
- Chung cư tại phố Gdańska 95;
- Chung cư Stanisław Rolbieski tại phố Gdańska N ° 96;
- Chung cư Reinhold Zschiesche ở Bydgoszcz ở ngã tư tiếp theo.

## Lịch sử
Ngôi nhà được xây dựng vào năm 1892-1893, được thiết kế bởi kiến trúc sư của Bydoszcz, Józef Swięcicki dành cho Carl Peschel, một người sống bằng lợi tức. Vào thời điểm đó, địa chỉ là Danziger Straße 57, Bromberg.
Kể từ khi thành lập, tòa nhà đã được hình thành như một ngôi nhà cho thuê (hơn 15 cư dân đã được đăng ký tại địa chỉ này vào năm 1900)  và tòa nhà thương mại.

## Tính năng, đặc điểm
Tòa nhà có mặt tiền theo phong cách chiết trung.
Các bức tường gạch đỏ tương phản với, chi tiết tân baroque phong phú, những mảng vữa rococo liên tưởng đến trường phái kiểu cách phương bắc. Trên trục đối xứng của tòa nhà hai cánh này được đặt một cánh cửa với các yếu tố trang trí bằng sắt rèn.
Trong cùng khu vực, Józef Święcicki cũng có thể thấy các tòa nhà khác, trong số đó:
- Khách sạn "Pod Orleansem" tại phố Gdańska 14;
- Chung cư Oskar Ewald tại phóy Gdańska 30;
- Chung cư Józef więcicki tại phốGdańska 63;
- Chung cư tại phố Gdańska 86;
- Biệt thự Hugo Hecht tại phố Gdańska N ° 88-90;
- Chung cư Hugo Hecht tại phố Gdańska N ° 92-94
- Chung cư tại Plac Wolności 1.

Tòa nhà đã được đưa vào Danh sách Di sản Kuyavian-Pomeranian Voivodeship N ° 601323 Reg. A / 11, vào ngày 12 tháng 10 năm 1999

## Hình ảnh

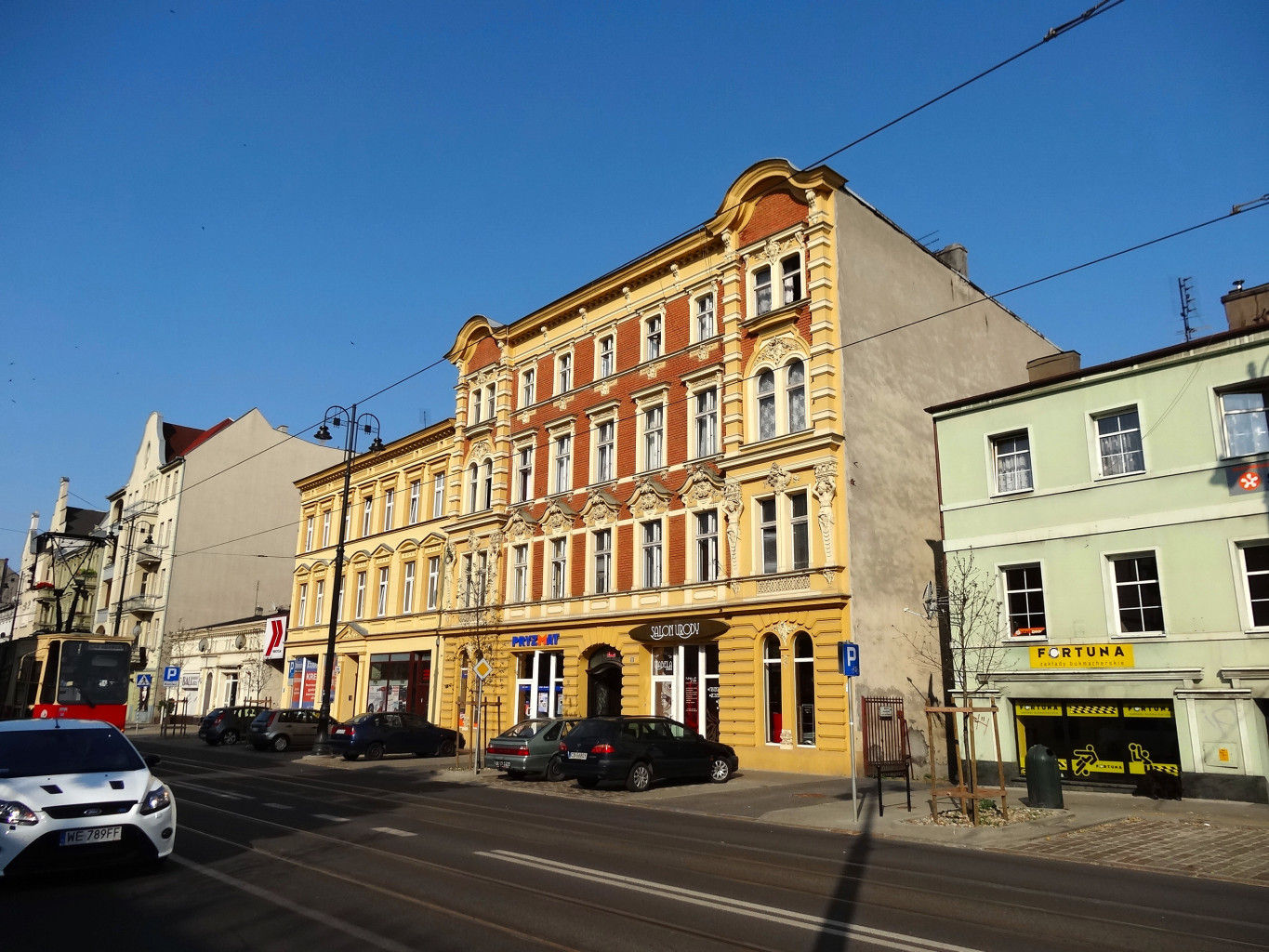
Nhìn từ phía đối diện của đường Gdanska
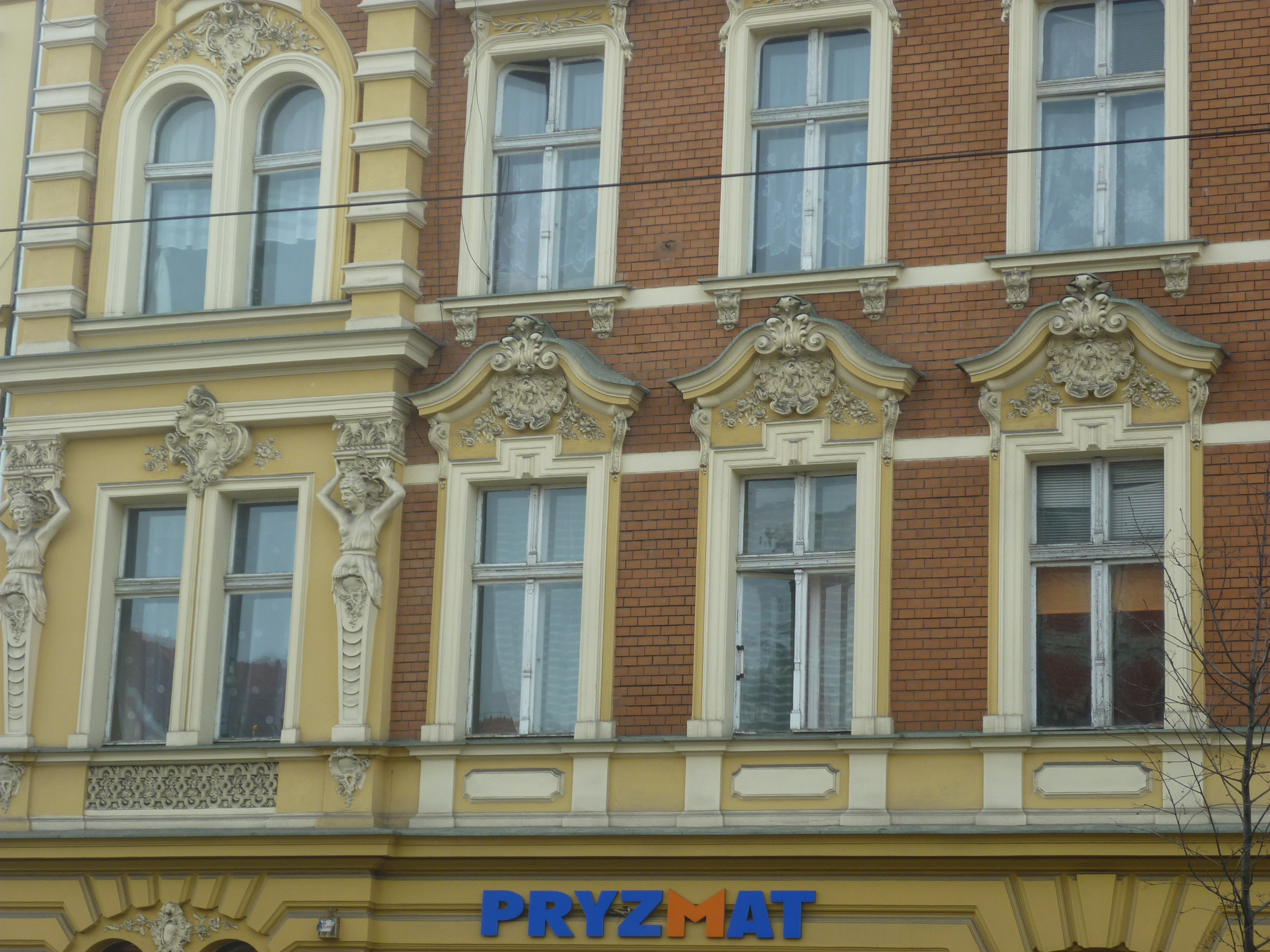
Chi tiết mặt tiền
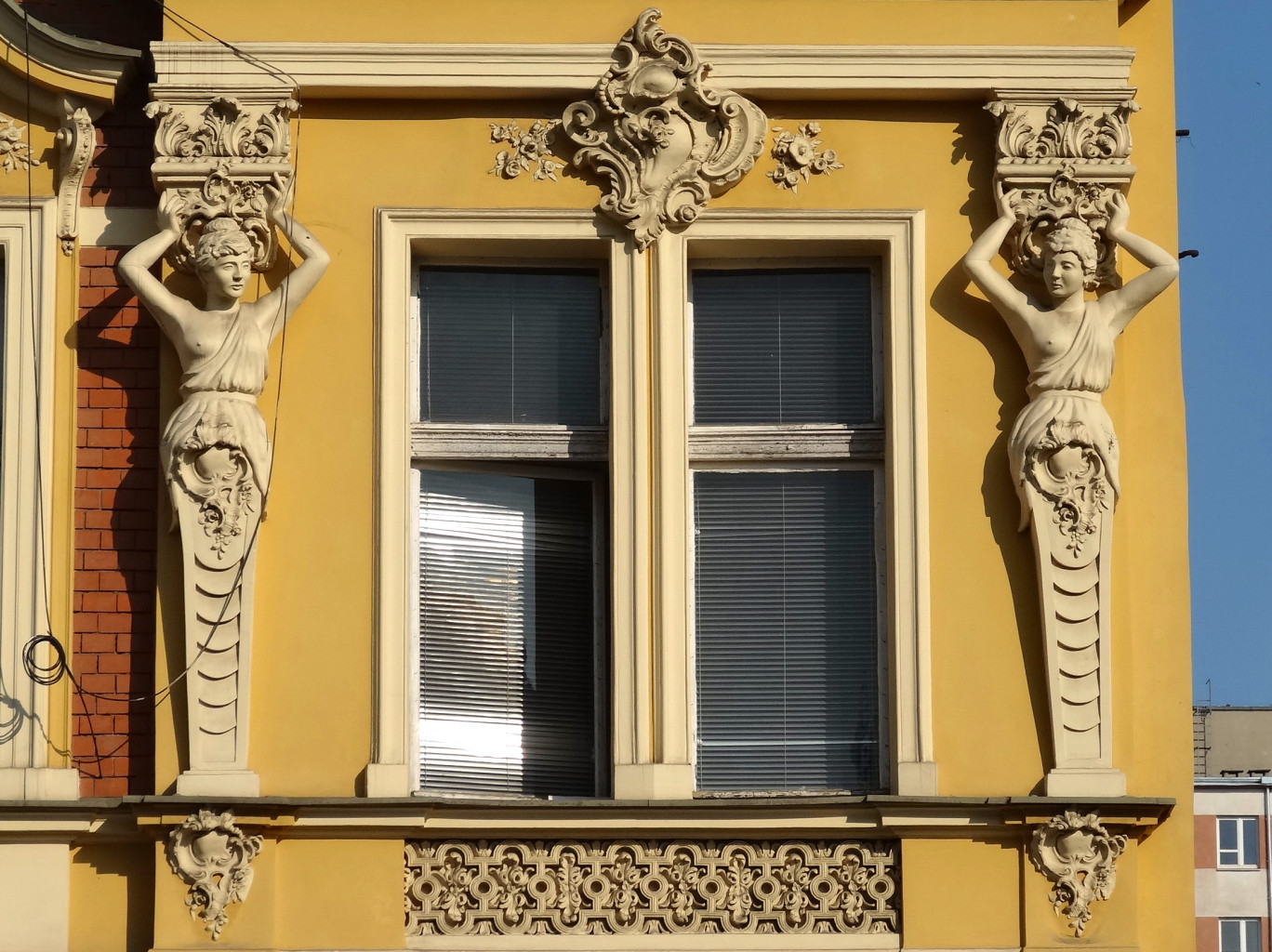
Tượng đàn bà
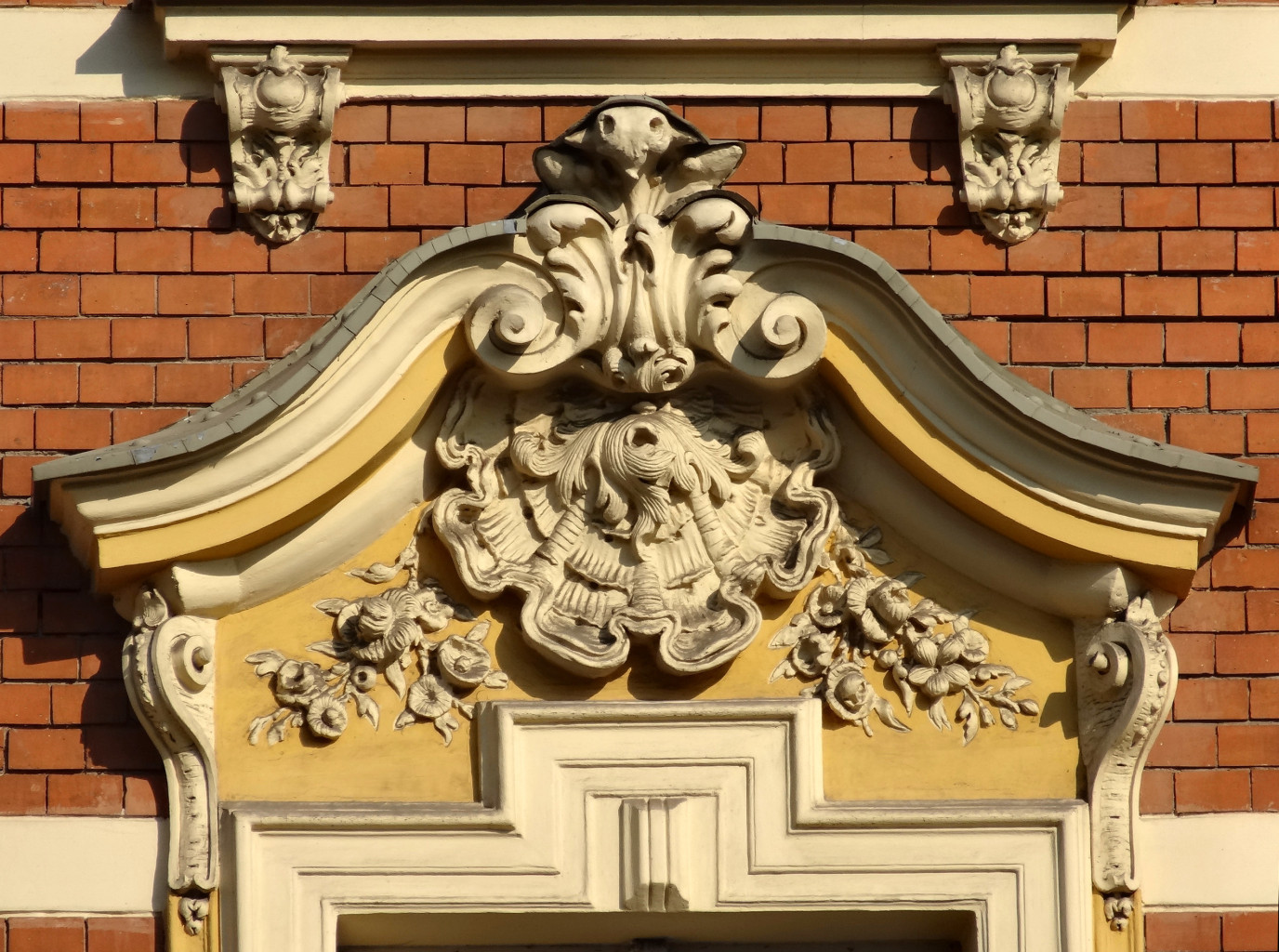
Chi tiết
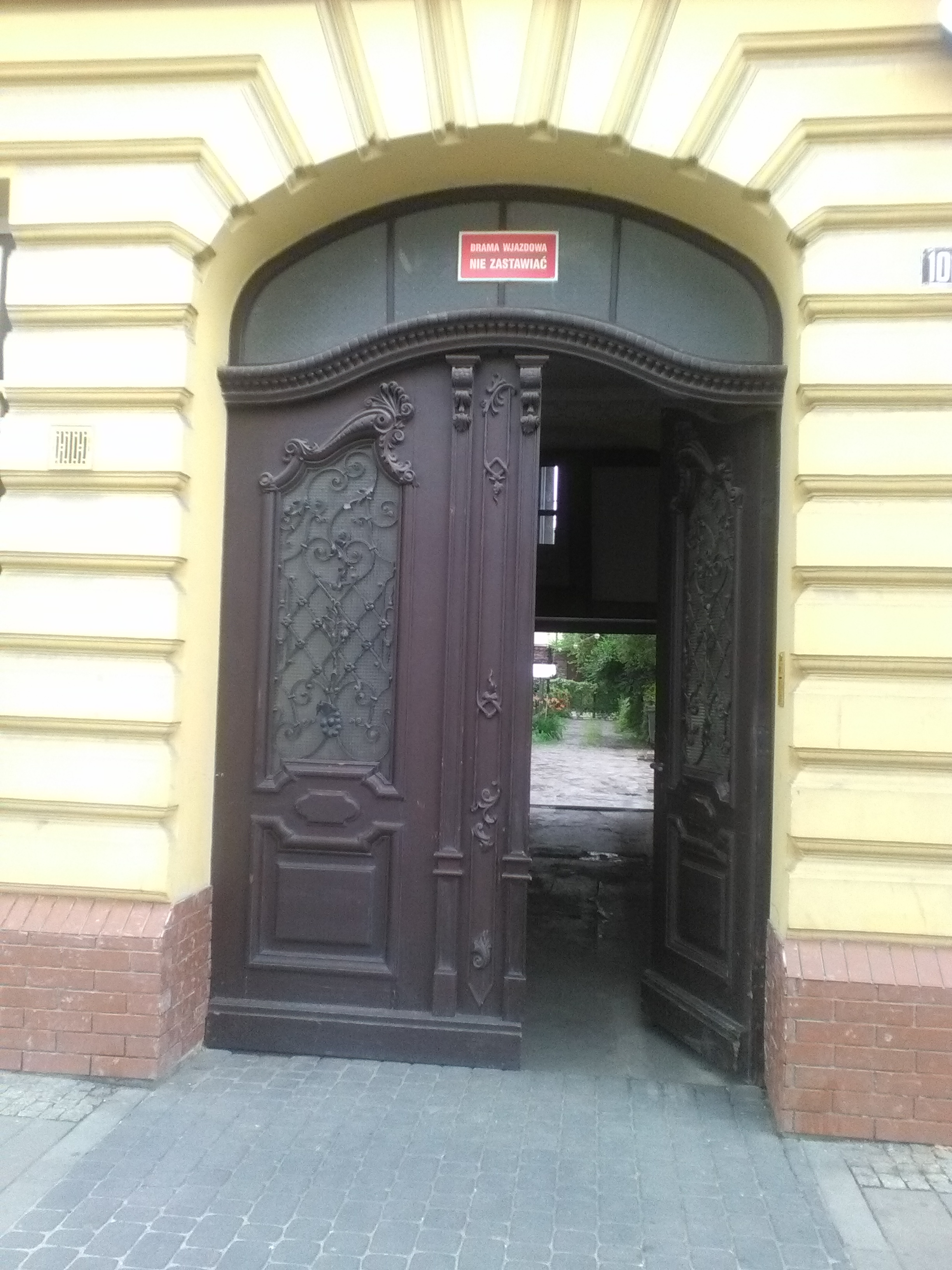
Chi tiết cửa